# Бёркиншоу, Джон
Джон Бёркиншоу (англ. John Birkinshaw;  1777 — 1842) — английский изобретатель, инженер-металлург, получивший 23 октября 1820 года патент на способ изготовления рельсов из ковкого железа. 
Бёркиншоу работал инженером на Бедлингтонском металлургическом заводе в графстве Нортамберленд.
Его изобретение открыло эру железных дорог, так как до этого на рельсовых путях применялись только деревянные либо чугунные рельсы, не способные выдерживать нагрузку парового локомотива и больших вагонов и позволявшие эксплуатировать только небольшие вагонетки на коротких линиях, наподобие заводских или рудничных.
Впервые железные рельсы Бёркиншоу были использованы для постройки первой в мире железной дороги Стоктон — Дарлингтон.

## Личная жизнь
Бёркиншоу женился в Сент-Джонс, Ньюкасл-апон-Тайн, 10 октября 1809 года. У него и его жены Энн Кас было восемь детей:
- Джон Касс (1811–1867)
- Генри (р. 1817)
- Джордж Питер (р. 1820)
- Уильям (р. 1822)
- Эмма А. (р. 1824)
- Эдвард (р. 1826)
- Ричард (р. 1829)
- Мэри (р. 1834)